# Giovanni Solari
Giovanni Solari (ur. ok. 1400 w Caronie, zm. 1482 w Mediolanie) – architekt i inżynier włoski.

## Życiorys
Był synem architekta i budowniczego Marco Solariego. Kierował budową zespołu klasztornego w Certosa di Pavia w latach 1428–1462. Jego następcą na stanowisku kierownika robót był jego syn Guiniforte Solari. Synem Giovanniego był też Francesco Solari, rzeźbiarz i architekt, który pracował przy budowie klasztoru w Certosa di Pavia oraz przy Katedrze Mediolańskiej.
W 1452 r. Giovanni został książęcym budowniczym i otrzymał zadanie kierowania pracami przy budowie Katedry w Mediolanie. Kierował nimi do 1469 r. 30 kwietnia 1457 r. książę Franciszek I Sforza wysłał go do Locarno, aby zebrał informacje potrzebne do późniejszej odbudowy książęcego młyna, bo został on zniszczony przez mieszkańców.
W 1471 r. został zatrudniony jako budowniczy przy odbudowie fortec w Val Lugano, Monzy i Melegnano. 